# Sunsmart Victorian Open 1979
Il Sunsmart Victorian Open 1979 è stato un torneo di tennis giocato sull'erba. È stata la 6ª edizione del torneo, che fa parte del WTA Tour 1979. Si è giocato a Melbourne in Australia dal 26 novembre al 2 dicembre 1979.

## Campionesse

### Singolare
Hana Mandlíková ha battuto in finale  Wendy Turnbull con il punteggio di 6–3, 6–2

### Doppio
Wendy Turnbull /  Billie Jean King hanno battuto in finale  Anne Smith /  Dianne Fromholtz con il punteggio di 6–3, 6–3